# Magneson
Il magneson è un composto organico utilizzato nei saggi chimici di riconoscimento. Peculiare è la sua proprietà di venire adsorbito dall'idrossido di magnesio in soluzione acquosa dando come precipitati delle masserelle gelatinose (fiocchi) insolubili di colore blu fiordaliso. Viene anche utilizzato come indicatore cromatico del pH.

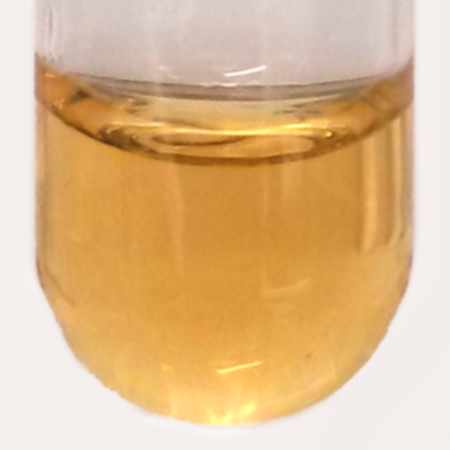
Magneson (aq), pH ~7.

## Riconoscimento del catione Mg2+
Uno dei principali impieghi del magneson è nel riconoscimento della presenza del catione Mg2+ in soluzione acquosa sottoposta ad analisi. Si aggiungono alla soluzione 1-2 gocce di magneson e si riprende con idrossido di sodio 2M fino a basicità della soluzione nella quale si avrà la seguente reazione:
Mg2+ + 2NaOH → Mg(OH)2↓ + 2Na+
L'idrossido di magnesio è un composto molto poco solubile in acqua che precipita adsorbendo il magneson dando alla soluzione l'aspetto e il colore caratteristici del test positivo.